# بلک دویل
بلک دویل (به انگلیسی: Black_Devil) یک برند سیگار ایجاد شده در هلند است؛ مالک فعلی این برند Huepink & Bloemen است.